# Desana
Desana (Dzan-a in Piedmontese) là một đô thị ở tỉnh Vercelli trong vùng Piedmont thuộc Ý, có cự ly khoảng 60 km về phía đông bắc của Torino và khoảng 8 km về phía tây nam của Vercelli. Tại thời điểm ngày 31 tháng 12 năm 2004, đô thị này có dân số 1.085 người và diện tích là 16,5 km².
Desana giáp các đô thị: Asigliano Vercellese, Costanzana, Lignana, Ronsecco, Tricerro, và Vercelli.